# Otto Widmann
Otto Widmann (* 29. April 1887 in Schrobenhausen in Bayern; † 18. September 1979 in München) war ein deutscher Verwaltungsjurist und Landrat.

## Leben
Otto Widmann besuchte in seinem Heimatort die Volksschule, machte am Gymnasium Augsburg das Abitur und studierte Rechtswissenschaften an der Ludwig-Maximilians-Universität München (Mitglied der katholischen Studentenverbindung KDStV Rheno-Franconia München im CV) und der Julius-Maximilians-Universität Würzburg. Anschließend leistete er seinen Militärdienst als Einjährig-Freiwilliger und kam danach in den juristischen Vorbereitungsdienst beim Amtsgericht Schrobenhausen, dem Landgericht Würzburg, dem Bezirksamt Schrobenhausen und dem Stadtmagistrat Augsburg. Er musste vom 2. August 1914 bis Kriegsende Kriegsdienst leisten und wurde Oberleutnant der Reserve. 1919 legte er das Assessorexamen (Zweite juristische Staatsprüfung) ab und kam zur Regierung von Oberbayern. Beim Bezirksamt Neustadt an der Waldnaab nahm er die Stelle des Bezirksamtsassessors ein. Bevor er am 16. Mai 1933  zum Bezirksamtsvorstand (ab 1939 Landrat) in Lindau ernannt wurde, war Widmann Bezirksamtmann mit Titel und Rang eines Regierungsrats I. Klasse in Berchtesgaden. Zum 1. Oktober 1935 wechselte er zur Regierung von Oberfranken. Wiederum musste er Kriegsdienst leisten und wurde im September 1943 Verwaltungsoffizier bei der Feldkommandantur Orléans. Auf Anordnung der Amerikanischen Militärregierung wurde er nach Kriegsende zum stellvertretenden Regierungspräsidenten von Mittelfranken bzw. Oberfranken ernannt. Von 1933 bis 1948 hatten die beiden Regierungsbezirke einen gemeinsamen Regierungspräsidenten. Am 1. Oktober 1945 wurde er wegen seiner Mitgliedschaft in der NSDAP entlassen. Durch Entscheidung vom 28. Oktober 1946 der Spruchkammer Ansbach im Entnazifizierungsverfahren wurde Widmann entlastet und kam als Richter zum Verwaltungsgericht Augsburg. Dort wurde er 1948 Verwaltungsgerichtsdirektor und erhielt im darauf folgenden Jahr die Stelle eines Oberverwaltungsgerichtsrats am Bayerischen Verwaltungsgerichtshof. Zum 1. Mai 1952 wurde Widmann in den Ruhestand verabschiedet.
Von 1928 bis 1933 war er Mitglied der Bayerischen Volkspartei. 1939 wurde er Mitglied der NSDAP. 